# Eleição municipal de Mogi Guaçu em 2016
A eleição municipal de Mogi Guaçu ocorreu no dia 2 de outubro de 2016, no estado de São Paulo, Brasil. Foi determinada apenas no primeiro turno e o prefeito Walter Caveanha, do Partido Trabalhista Brasileiro (PTB), foi reeleito com 64,34% dos votos (45.363 dos votos válidos), junto ao seu vice Daniel Rossi, também vereador, do Partido da República (PR). O segundo candidato mais votado, Marcos Antônio do Partido Social Democrático (PSD), obteve 21,18% dos votos (14.937 dos votos válidos). Além do cargo de prefeito, foram escolhidos também pela população mogi-guaçuense 11 vereadores. Os candidatos à Câmara de Vereadores totalizam 177 e os candidatos à Prefeitura totalizam 4.

## Antecedentes
Desde 2013, Walter Caveanha foi prefeito da cidade de Mogi Guaçu. No entanto, em 2016, seu número de votos foi bem maior que sua candidatura passada. Semelhante à eleição de 2016, Walter foi eleito também no primeiro turno.

## Dados eleitorais (candidaturas)
A tabela abaixo mostra a quantidade de candidatos de cada partido participando das Eleições de 2016 em Mogi Guaçu (contando com candidatos à vereador, prefeito e vice).
| Partido | Quantidade de Candidatos |
| ------- | ------------------------ |
| DEM     | 7                        |
| PC do B | 8                        |
| PDT     | 6                        |
| PEN     | 8                        |
| PMB     | 11                       |
| PMDB    | 1                        |
| PP      | 12                       |
| PPS     | 17                       |
| PR      | 2                        |
| PRB     | 18                       |
| PROS    | 1                        |
| PRP     | 8                        |
| PSB     | 4                        |
| PSC     | 1                        |
| PSD     | 18                       |
| PSDB    | 10                       |
| PSDC    | 2                        |
| PSL     | 7                        |
| PSOL    | 9                        |
| PT      | 2                        |
| PTB     | 6                        |
| PTC     | 2                        |
| PTN     | 3                        |
| PV      | 17                       |
| REDE    | 3                        |
| SD      | 5                        |
| Total   | 188                      |
|         | 188                      |

## Candidatos

### Prefeito[3]
| Nome                     | Partido | Número de Votos Válidos | Porcentagem |
| ------------------------ | ------- | ----------------------- | ----------- |
| Walter Caveanha (Eleito) | PTB     | 45.363 votos            | 64.34%      |
| Marcos Antonio           | PSD     | 14.937 votos            | 21.18%      |
| Alex Tailândia           | PRB     | 10.210 votos            | 14.48%      |
| Professor André Luiz     | PSOL    | 0 votos                 | 0.00%       |

### Vereadores Eleitos[3]
| Nome                   | Partido | Número de Votos Válidos | Porcentagem |
| ---------------------- | ------- | ----------------------- | ----------- |
| Jeferson Luis          | PROS    | 2.474 votos             | 3.29%       |
| Thomaz Caveanha        | PTB     | 2.326 votos             | 3.09%       |
| Carlos Kapa            | PSD     | 2.049 votos             | 2.72%       |
| Rodrigo Falsetti       | PTB     | 2.019 votos             | 2.68%       |
| Pastor Elias           | PSC     | 2.000 votos             | 2.66%       |
| Luciano                | PP      | 1.194 votos             | 2.54%       |
| Luiz Zanco da Farmacia | PTC     | 1.874 votos             | 2.49%       |
| Natalino Tony Silva    | REDE    | 1.580 votos             | 2.10%       |
| Fabinho                | PSDB    | 1.506 votos             | 2.00%       |
| Chicão do Açougue      | PSD     | 1.305 votos             | 1.74%       |
| Guilherme da Farmacia  | PSD     | 1.223 votos             | 1.63%       |